# Narusa
Narusa (niem. Narz) – osada w Polsce położona w województwie warmińsko-mazurskim, w powiecie braniewskim, w gminie Frombork.
W latach 1975–1998 miejscowość administracyjnie należała do województwa elbląskiego. Osada znajduje się w historycznym regionie Warmia.
W najbliższej okolicy znajdują się miejscowości: Nowiny, Krzyżewo, Frombork, Bogdany, Chojnowo.
Narusa jest oddalona o 4 km od Fromborka, leży przy  drodze wojewódzkiej nr 504 z Fromborka do Elbląga. Dawniej stanowiła majątek warmińskiej kapituły katedralnej, która miała swoją siedzibę we Fromborku. Z inicjatywy ks. Tadeusza Graniczki, proboszcza katedry we Fromborku, a także mieszkańców osady, w 2004 roku powstała w Narusie kaplica pod wezwaniem św. Ojca Pio. W lipcu 2004 kaplica została poświęcona. Od tamtej chwili w każdą niedzielę, święta i w pierwszy piątek miesiąca o godz. 16 odprawiana była w kaplicy msza św. przez księdza Graniczkę, opiekuna kaplicy i wielkiego przyjaciela mieszkańców osady.

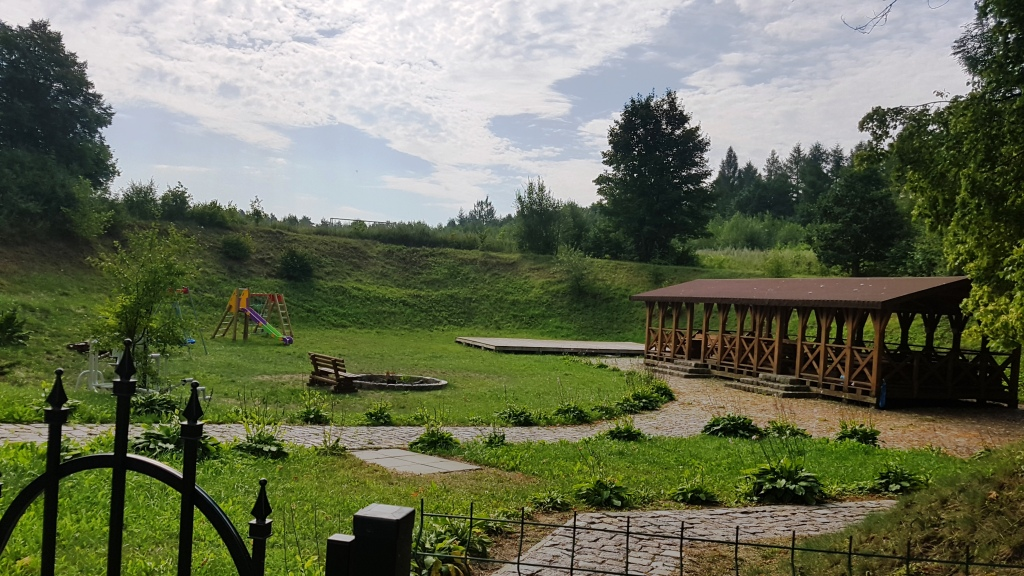
Plac zabaw
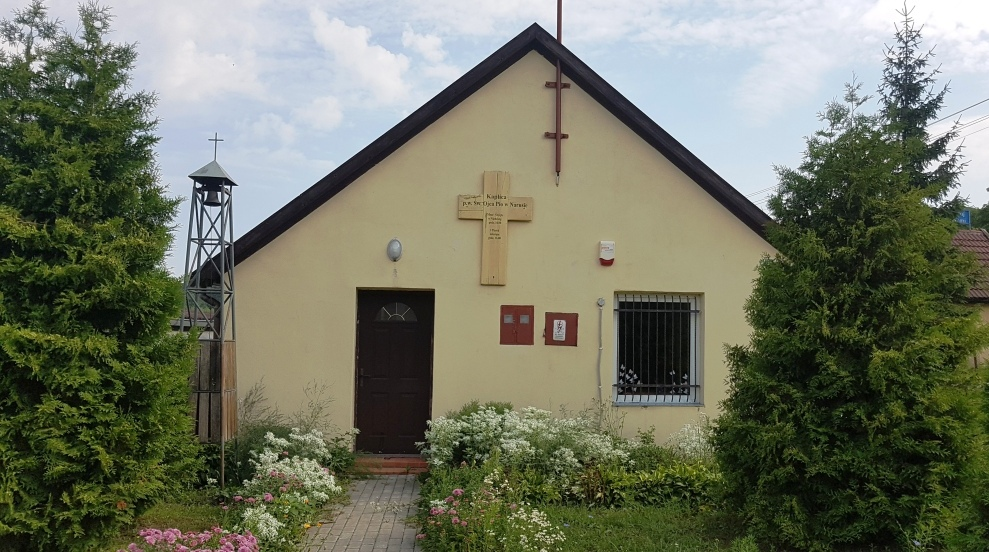
Kaplica św. Ojca Pio w Narusie
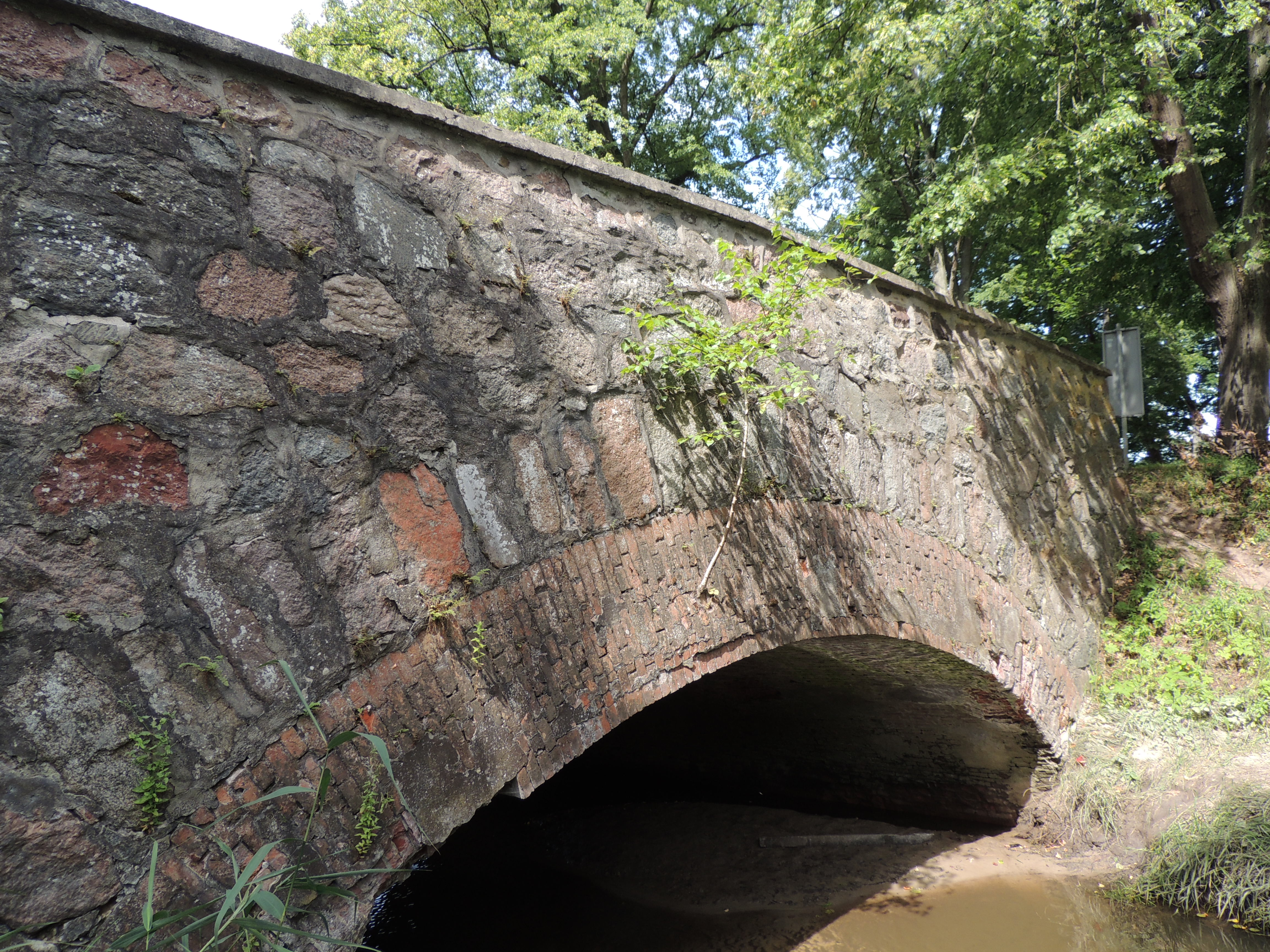
Most w Narusie wybudowany po 1880 roku